# ديف شميت
ديف شميت (بالإنجليزية: Dave Schmidt) هو لاعب كرة قاعدة أمريكي، ولد في 22 ديسمبر 1956 في ميسا في الولايات المتحدة.

## وصلات خارجية
- ديف شميت على موقعبيزبول رفرنس.كوم (الدوري الرئيسي) (الإنجليزية)
- ديف شميت على موقعبيزبول رفرنس.كوم (الدوري الثانوي) (الإنجليزية)